# Pedetes surdaster
Pedetes surdaster е вид бозайник от семейство Дългокраки гризачи (Pedetidae).

## Разпространение
Видът е разпространен в Кения, Танзания и Уганда.